# Trichodrilus pauper
Trichodrilus pauper är en ringmaskart som beskrevs av Finogenova 1973. Trichodrilus pauper ingår i släktet Trichodrilus och familjen källmaskar. Inga underarter finns listade i Catalogue of Life.